# هموفیلوس
هموفیلوس (به انگلیسی: Haemophilus)، کوکوباسیل‌های گرم منفی و پلئومورف (چند شکلی) متعلق به خانواده پاستورلاسه هستند. جنس هموفیلوس شامل گونه‌های همزیست و همچنین بیماریزا مثل هموفیلوس آنفلوآنزا است. هموفیلوس آنفلوآنزا(H. influenzae)عامل عفونت خونی (سپسیس) و مننژیت در کودکان است. همین‌طور در بزرگسالان و کودکان عفونتهای تنفسی ایجاد می‌کند. هموفیلوس دوکرئی(H. ducreyi)عامل بیماری شانکروئید (شانکر نرم) است. هموفیلوس آنفلوآنزا مهمترین گونه هموفیلوس از نظر پزشکی است. تمامی گونه‌های هموفیلوس، هوازی یا بی هوازی اختیاری می‌باشند.

## متابولیسم
تمامی گونه‌های هموفیلوس بر روی آگار خون دار کشت داده می‌شوند. آن‌ها حداقل به یکی از فاکتورهای خونی برای رشد خود نیاز دارند: همین یا هماتین (فاکتور X) یا نیکوتین آمید آدنین دی نوکلئوتید (فاکتور V). محیط شکلات آگار یا محیط آگاری که دارای خون اسب یا خرگوش است، بهترین محیط کشت برای رشد باکتری است. گاهی اوقات هموفیلوس را همراه با استافیلوکوک بر روی آگار خون دار کشت می‌دهند. کلنی‌های هموفیلوس به صورت کلنی‌های اقماری ریز در اطراف کلنی‌های بزرگ استافیلوکوک، رشد خواهد کرد زیرا رشد استافیلوکوک‌ها موجب فراهم شدن فاکتورهای رشد مورد نیاز برای هموفیلوس‌ها خواهد شد.